# 에번 윌리엄스 (배우)

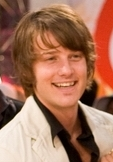

에번 윌리엄스(Evan Williams, 1984년 3월 11일 ~ )는 캐나다의 배우, 텔레비전 배우이다.
앨버타주에서 태어났다.

## 방송
- 더 웨이 홈 시즌 3
- 더 웨이 홈 시즌 2
- 더 웨이 홈 시즌 1
- 베르사유 시즌3
- 베르사유 시즌2
- 베르사유 시즌1
- 어쿼드 시즌5
- 어쿼드 시즌4

## 영화
- 룸 이스케이프 (2017년) - 테일러 역
- 파라다이스 클럽 (2016년)
- 베르사유 시즌1 (2015년)
- 피싱 네이키드 (2015년) - 로드니 역
- 라이드 : 나에게로의 여행 (2014년) - 브래드 역
- 포춘 씨어리 (2013년) - 모리스 역
- 1990 (2013년) - 트렌트 역
- 릴로이드 더 컨쿼러 (2011년) - 릴로이드 역
- 온 스트라이크 포 크리스마스 (2010년) - 마크 역
- 더 내셔널 트리 (2009년)